# Constantin Tailhardat de la Maisonneuve
Constantin Tailhardat de La Maisonneuve est un homme politique français, né le 28 décembre 1752 à Montaigut (Puy-de-Dôme) et décédé le 3 décembre 1831 en son château de Perdechat, à Virlet, (Puy-de-Dôme).

## Biographie
Il est le fils de Jacques Tailhardat, sieur de Perdechat et de la Maisonneuve, lieutenant général au bailliage de Montaigut et de Marie Anne Marguerite Gazon. Le 10 août 1779, il épouse à Riom Jacqueline Gilberte Dufraisse du Cheix, fille de Claude Gilbert Amable Dufraisse et Françoise Arnoux. 
Il est procureur du roi au présidial de Riom depuis 1783 quand éclate la Révolution. Il est élu député du tiers-état de la sénéchaussée de Riom aux états généraux en même temps que ses deux beaux-frères, « Dufraisse du Cheix et de Chabrol ». 
Suspect pendant la Terreur, il doit se cacher et devient juge au tribunal d'appel de Riom sous la Consulat. Il reste conseiller à la cour d'appel de Riom jusqu'à son décès.
Il a acquis en 1808 l'hôtel Dufraisse.